# Hannibal Lecter
Dr. Hannibal "The Cannibal" Lecter (født 1933 i Litauen) er en fiktiv person, der optræder i romaner af den amerikanske forfatter Thomas Harris samt i filmatiseringerne af disse. Hannibal Lecter er en uhyggeligt klog person, uddannet psykiater, der i flere omgange bliver bedt om at hjælpe med politiets opklaringsarbejde, selvom han selv er kannibal og seriemorder. 
Hannibal Lecter spilles af Anthony Hopkins i filmene Ondskabens Øjne, Den Røde Drage, Hannibal og Brian Cox i filmen Manhunter, som er den første film om Hannibal Lecter.
I bogen Red Dragon, filmatiseret som Manhunter (1986) og genindspilningen Den Røde Drage (2002), bliver Hannibal Lecter fanget af FBI detektiven Will Graham efter et middagsselskab, hvor Lecter har serveret mad baseret på menneskekød til en middag. 
På grund af hans viden om menneskets sind bliver han en gang i mellem sat til at hjælpe med mordefterforskinger fra sin celle. Han kræver dog altid nogle modtjenester. I slutningen af bogen og filmen Ondskabens Øjne flygter Lecter fra sine vogtere, og er dermed på fri fod i hele bogen og filmen Hannibal, hvor det sidste man ser til Lecter er i en flyvemaskine på vej væk fra USA. Dermed er Hannibal Lecter foreløbig på fri fod, indtil en eventuel fortsættelse. 
I december 2006 blev romanen Hannibal Rising udgivet, og filmatiseringen fik premiere i starten af 2007. Det er en prequel, der foregår før Den røde drage og fortæller om Hannibals unge år i Europa. I filmen spilles han af den franske skuespiller Gaspard Ulliel, da Anthony Hopkins er for gammel til spille Hannibal i teenage-alderen. 
I 2013 startede  en amerikansk tv-serie ved navn Hannibal med danske Mads Mikkelsen i rollen som Hannibal.

## Romaner og film om Hannibal Lecter
- Den Røde Drage (roman, 1981) – filmatiseret som Manhunter (1986) og Den Røde Drage / The Red Dragon (2002)
- Ondskabens øjne (roman, 1988) – filmatiseret som Ondskabens øjne / The Silence of the Lambs (1991)
- Hannibal (roman, 1999) – filmatiseret som Hannibal (2001)
- Hannibal vågner (Hannibal Rising, tidligere annonceret med titlen Behind the Mask: The Blooding of Hannibal Lecter) – filmatiseret som Hannibal Rising (2007)